# Untermensch

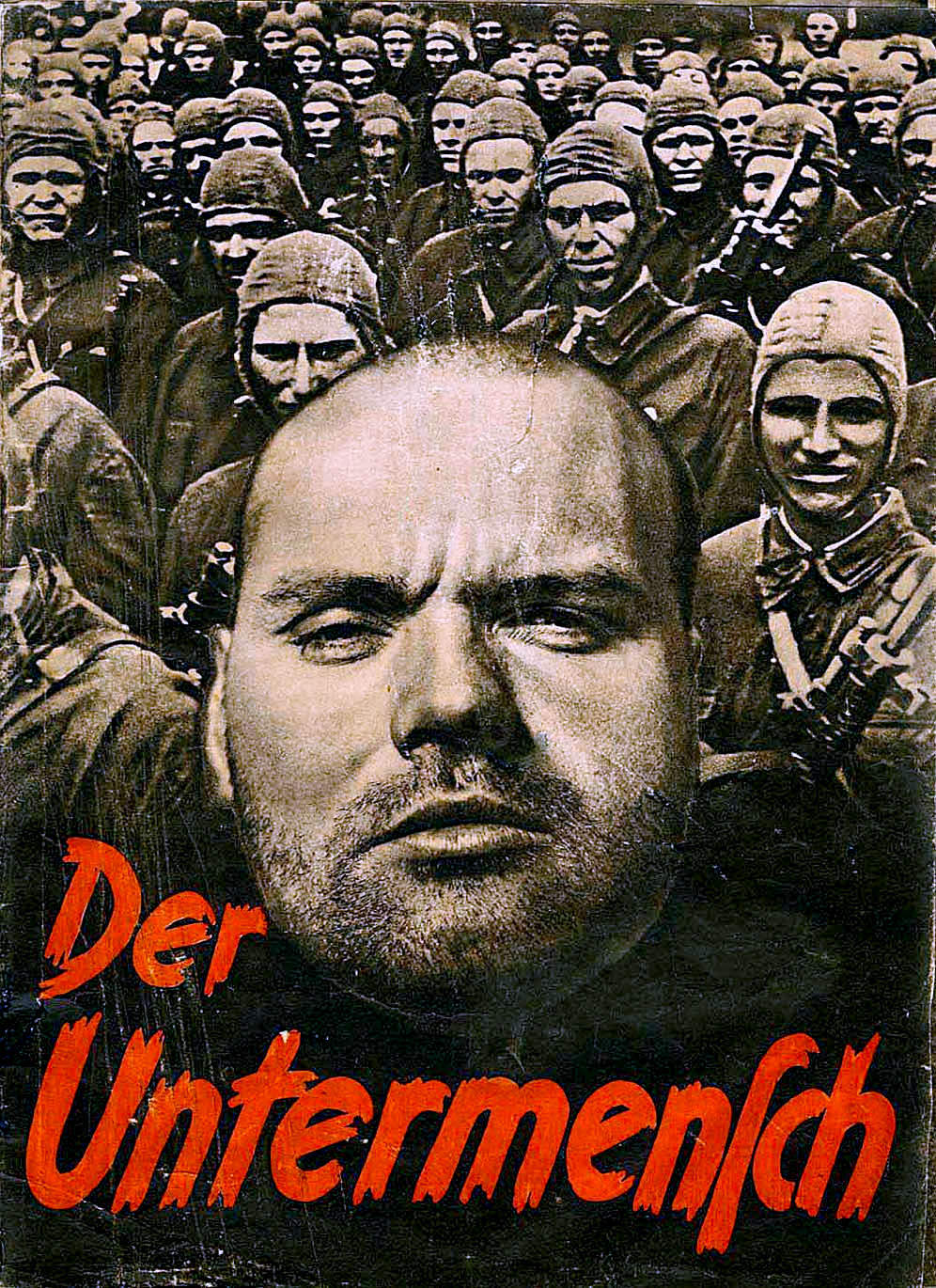
Titelbild der Broschüre Der Untermensch, die Reichsführer SS Heinrich Himmler 1942 im Nordland-Verlag veröffentlichte

Untermensch ist ein Schimpfwort, mit dem Menschen als moralisch oder biologisch minderwertig abqualifiziert werden. Er wurde in der ersten Hälfte des 20. Jahrhunderts insbesondere in der Eugenik und der Sprache des Nationalsozialismus gebraucht. In der Ideologie des Nationalsozialismus wurde er als Antonym zum „Arier“ verwendet und auf Menschen aus Osteuropa, auf Juden und so genannte Asoziale angewandt.

## Geschichte

### Entstehung und frühe Verwendung
Der Begriff Untermensch findet sich zum ersten Mal bei Jean Paul (1763–1825) belegt. 1813 verwendet er ihn als Antonym zu dem sittlich überlegenen „Hochmenschen“ für „ein Wesen, das auf tieferer Stufe steht als der Mensch“ und das er als nahezu affenartig beschreibt.
Theodor Fontane (1819–1898) lässt in seinem Roman Der Stechlin (1898) seinen Protagonisten  sagen: „Jetzt hat man statt des wirklichen Menschen den so genannten Übermenschen etabliert; eigentlich aber gibt es bloß noch Untermenschen“. Damit sollte der zeitgenössische Übermenschenkult, der sich in der Rezeption von Friedrich Nietzsches Also sprach Zarathustra mit hierarchisierenden und polarisierenden Untertönen ausbreitete, lächerlich gemacht werden.
Im Kinofilm Die Nibelungen von Fritz Lang aus dem Jahr 1924 wird der Schmied Mime als Untermensch dargestellt.
Die politische Verwendung des Worts geht auf den Untertitel der deutschen Übersetzung des 1922 erschienenen Buches The Revolt against Civilization: The Menace of the Under Man (dt.: Der Kulturumsturz – Die Bedrohung durch den Untermenschen 1925) des US-amerikanischen Anthropologen, Rassentheoretikers und Eugenikers Lothrop Stoddard (1883–1950) zurück. Obwohl er dies selbst nicht explizit so ableitet und der Begriff Untermensch bei Nietzsche nicht auftaucht, mag auch Stoddard bei seiner Wortschöpfung von Nietzsches Konzept des Übermenschen beeinflusst gewesen sein. Jedenfalls demonstriert Stoddard in einer Passage seines Buches (S. 261), dass er mit dem Begriff vertraut ist. Stoddard sah in der Oktoberrevolution eine Bedrohung für die Menschheit, die seines Erachtens von den sie tragenden „Untermenschen“ ausging: „Diese Weltanschauung des Untermenschen nennt man heute Bolschewismus.“
Den Begriff ging in den rechtskonservativen Diskurs in Deutschland ein. So verwendete ihn etwa der konservative Publizist Paul Rohrbach (1869–1956) wiederholt. In der Zeitschrift Gewissen schrieb er:

„Was ist das, der Untermensch? Kein Begriff, keine bloße Idee, kein Sinnbild und kein Gleichnis, sondern etwas schreckhaft Lebendiges. Wenn wir sagen, daß unsere Volkszukunft bedroht ist durch den Untermenschen, so heißt das: unter uns verkleinert sich die Zahl der Menschen, deren Erbmasse reich genug an Tüchtigkeit ist! […] Wo kommt der Untermensch her? Er kommt nirgends her, er ist da, von Anfang an und in jedem Volk.“

Unter der Heraufkunft des Untermenschen verstand Rohrbach eine zunehmende Vermassung, die übermäßige Vermehrung der Unterschicht und den Verlust vermeintlich höherwertigen Erbgutes innerhalb des Volkes. Gegen Ende von Rohrbachs Roman Der Tag des Untermenschen (1929) äußert der Protagonist: 

„Eine Gnadenwahl des Blutes schlechthin will ich nicht behaupten. Aber der Untermensch ist da von Anfang an und in jedem Volk; nur war er nicht das Volk. Noch ist er es nicht – aber er schickt sich an, es zu werden.“

### Sprache des Nationalsozialismus
In die Sprache des Nationalsozialismus übernommen wurde der Begriff durch Alfred Rosenberg (1892–1946), der in seinem Werk Der Mythus des 20. Jahrhunderts schrieb, die „neue Weltanschauung“, die er begründen wollte, werde „allein uns die Kraft geben […] zur Niederwerfung der angemaßten Herrschaft des Untermenschen und zur Erschaffung einer alle Lebensgebiete durchdringenden arteigenen Gesittung.“ Unter diese Kategorie rechnete er alle angeblich nicht-nordischen Ethnien Russlands: „Chinesen und Wüstenvölker, Juden, Armenier“, Menschen, die „Lothrop Stoddard zu Recht als Untermenschen bezeichnete“.
1930 benutzte der nationalsozialistische Rassentheoretiker Hans F. K. Günther (1891–1968) den Begriff in seiner Theorie erblicher Minderwertigkeit. Unter den davon Betroffenen sei eine „große Zahl der ,Untermenschen' zu finden – um ein zuerst von Fontane gebrauchtes Wort anzuwenden“. Diese definierte er als „werteverneinenden, gesittung-unterwühlende Erblich-Minderwertige“.

Ein Schulbuch, mit dem in der Zeit des Nationalsozialismus Biologieunterricht erteilt wurde, beschrieb mit diesem Wort als asozial diskriminierte Menschen, die vor allem in Großstädten als Lumpenproletariat leben und nur untereinander heiraten würden: 

„Sie brauchen ihrer verstandesmäßigen Begabung nach durchaus nicht minderwertig zu sein, aber ihr völliger Mangel an Gemeinschaftssinn, der erblich bedingt ist, macht sie sehr gefährlich. Sie gehen meist abstammungsgemäß auf das Diebes- und Gaunergesindel des 17. und 18. Jahrhunderts zurück.“

In einem erstmals 1933 erschienenen Buch Volk in Gefahr warnte der Verleger Otto Spatz vor der angeblich höheren Fertilität sozial Benachteiligter und veranschaulichte diese „Drohung des Untermenschen“ in einem Schaubild, wonach „männliche Verbrecher“ durchschnittlich 4,9 Kinder hätten, eine Akademikerehe bringe es dagegen nur auf 1,9 Kinder.
Vor allem aber wurden in der Zeit des Nationalsozialismus Menschen als Untermenschen abqualifiziert, die im nationalsozialistischen Rassenwahn nicht der „nordischen Rasse“ bzw. den „Ariern“ zuzurechnen waren. Diese wurden als Herrenmenschen bezeichnet, denen die Untermenschen, scheinbar von Natur aus, untergeordnet waren. Sie hatten ihnen zu dienen und wenn ihr „Nutzwert“ erschöpft war, konnte man sich ihrer entledigen. Mit Bezeichnungen wie artfremd, Ungeziefer und Parasit war Untermensch ein immer wiederkehrender Begriff der NS-Propaganda, mit dem die Entrechtung, Deportation und schließlich Ermordung der Betroffenen ideologisch vorbereitet wurde. 1936 bezeichnete der Reichsführer SS Heinrich Himmler den Bolschewismus als „vom Juden organisierten und geführten Kampf des Untermenschen“: „Der Kampf zwischen Menschen und Untermenschen“ sei „geschichtliche Regel“, „dieser vom Juden geführte Krieg gegen die Völker“ gehöre „zum natürlichen Ablauf des Lebens auf unserem Planeten“.

Nach dem Überfall auf Polen wies das Reichspropagandaministerium die Presse an, das Wort in Bezug auf Polen zu benutzen: Am 14. Oktober 1939 erging die Anweisung: 

„Es muß auch der letzten Kuhmagd in Deutschland klargemacht werden, daß das Polentum gleichwertig ist mit Untermenschentum. […] Dieser Tenor soll immer nur leitmotivartig anklingen und gelegentlich in feststehenden Begriffen, wie ‚Polnische Wirtschaft‘, ,Polnische Verkommenheit' und ähnlichem in Erscheinung treten, bis jeder in Deutschland jeden Polen, gleichgültig ob Landarbeiter oder Intellektuellen, im Unterbewußtsein schon als Ungeziefer ansieht.“

Als im Sommer 1941 die Wehrmacht in die Sowjetunion einfiel, ließ  Reichsführer SS Heinrich Himmler eine Broschüre mit dem Titel Der Untermensch veröffentlichen. Das Heft sollte die deutsche Bevölkerung zum Hass gegen die Völker der Sowjetunion aufstacheln und die Kampfmoral der Truppen stärken. Es enthielt weniger Informationen über die Sowjetunion und den Kommunismus, sondern bestärkte vor allem primitive rassistische Vorurteile. Der überwiegende Teil bestand aus Fotos, die in entstellter Form sowjetische Kriegsgefangene mit fratzenhaften Gesichtern zeigten. Auch die Wochenschau zeigte regelmäßig Propagandafilme über den „Russlandfeldzug“. Einfach gebaute russische Holzhäuser, ärmlich gekleidete Bauern und schlechte Straßen sollten die Deutschen davon überzeugen, wie primitiv die Russen lebten. Zugleich sollte der deutsche Einmarsch gegenüber der breiten Öffentlichkeit begründet werden. Auch die zahlreichen so genannten Ostarbeiter, Zwangsarbeiter, die aus den besetzten Gebieten der Sowjetunion zunächst angeworben, später deportiert wurden, wurden als rassisch minderwertige Untermenschen bezeichnet.
Die biologische Degenerierung der angeblichen bolschewistischen Untermenschen versuchte man auch wissenschaftlich zu verifizieren: Der SS-Hauptsturmführer und Straßburger Professor August Hirt berichtete am 6. Februar 1942, die „jüdisch-bolschewistischen Kommissaren“, die nach dem Kommissarbefehl vom 6. Juni 1941 ausnahmslos zu erschießen waren, würden „ein widerliches, aber charakteristisches Untermenschentum verkörpern“. In ihren Schädeln glaubte er „ein greifbares, wissenschaftliches Dokument zu erwerben“, weshalb diese gesichert und ihm für seine Straßburger Schädelsammlung zugesandt werden sollten.

### Verwendung durch Gegner des Nationalsozialismus
Das Wort Untermensch war in den 1930er und 1940er Jahren so verbreitet, dass auch Gegner des Nationalsozialismus es benutzten, wenn auch nicht in rassistischen Zusammenhängen. So nannte der Reichstagsabgeordnete der SPD Kurt Schumacher am 23. Februar 1932 zwei Mitglieder der NSDAP, die ihn beleidigt hatten und gerichtlich verurteilt worden waren, „Untermenschen“.
Der evangelische Pfarrer Friedrich Seggel aus dem oberfränkischen Mistelgau machte Ende 1938 in einer Predigt seiner Empörung über die Novemberpogrome mit den Worten Luft: „Ein Christenmensch macht so etwas nicht, das seien Untermenschen gewesen“. Dafür wurde er nach dem Heimtückegesetz bestraft.
Der sozialdemokratische Justizinspektor Friedrich Kellner (1885–1970) bezeichnete am 28. Oktober 1941 die Massenerschießungen von Juden im besetzten Polen, von denen er durch Augenzeugen erfahren hatte, in seinem Tagebuch als „bestialischen Handlungsweise dieser Nazi-Untermenschen“, für das ganze deutsche Volk einmal werde büßen müssen.

## Verwendung im Rechtsextremismus nach 1945
In der Christian-Identity-Bewegung, einer rechtsextremistischenen christlich-fundamentalistischen Strömung in den Vereinigten Staaten, gelten Weiße bzw. „Arier“ als das auserwählte Volk, Schwarze dagegen als Untermenschen („subhumans“). Auch andere amerikanische Rechtsextremisten gebrauchen das Wort in diesem Sinne und hoffen auf einen „heiligen Rassenkrieg“ („holy race war“).
Der Laikos Orthodoxos Synagermos, eine griechische rechtspopulistische Partei, wurde im Jahr 2000 von dem Holocaustleugner Kostas Plevris mitgegründet, der Juden zu Untermenschen erklärt.
Der rechtsextreme Attentäter beim Anschlag in München 2016, der aus rassistischen Gründen neun Menschen mit Migrationshintergrund erschoss, machte  in einem Dokument, das sich später auf seinem PC fand, „ausländische Untermenschen mit meist Türkisch-Balkanischen Wurzeln“, die die  Kriminalität regieren würden, „für die Destabilisierung des Stadtteils verantwortlich.“ Sie seien „Kakerlaken, Untermenschen, Menschen die ich Exekutieren werde“.

## Despezifikation des Feindes
Für Domenico Losurdo gibt es in der Neuzeit, nämlich im totalen Krieg und im Kolonialismus, zwei Arten, mit denen der Nächste aus der Gemeinschaft der Menschen ausgeschlossen und für Mitleid unzugänglich gemacht werden soll, damit brutale Gewalt sich entfalten kann:
1. „naturalistische Despezifikation“, die die Voraussetzungen für den Ausschluss aus der menschlichen Gesellschaft auf ethnischer oder rassistischer Ebene feststellt und darauf aus ist, dem Gegner insgesamt das Menschsein abzusprechen;
2. Despezifikation auf politisch-moralischer Basis, so dass der Feind aus der politisch-sozialen Wertegemeinschaft ausgeschlossen und bekämpft werden kann.

Dabei könne es in den Auseinandersetzungen auf politisch-moralischer Basis, wie sie für Revolutionen und Bürgerkriege kennzeichnend sind, leicht zu Überschreitungen in naturalistische Despezifikation kommen, ehe zum Gedanken von der Einheit des Menschengeschlechts zurückgekehrt wird.